# Гастингс, Генри, барон Гастингс
Генри Гастингс (англ. Henry Hastings; ок. 1235 — 1269) — английский феодальный барон, один из лидеров второй баронской войны на стороне Симона де Монфора, сын Генри де Гастингса из Эшила и Ады Хантингдонской, дочери шотландского принца Давида, графа Хантингдона. В декабре 1264 года был вызван в парламент Симоном де Монфором как барон Гастингс, однако этот титул так и не был признан королём. В 1295 году его сын Джон Гастингс был вызван Эдуардом I как 1-й барон Гастингс.

## Происхождение
Генри происходил из английского знатного рода Гастингсов. В «Книге Страшного суда» упоминаются 2 брата, Теодерик и Уолтер «Диакон», владевшие рядом земель в Эссексе и Саффолке, однако неизвестно, являлись ли позже упоминаемые Гастингсы их родственниками. Первым достоверно известным предком Генри был Уильям I де Гастингс, стюард короля Генриха I Боклерка, владевший манором Эшилль в Норфолке. Внук Уильяма I, Уильям II де Гастингс принимал активное участие в Первой баронской войне против короля Иоанна Безземельного, попав в 1217 году в плен в битве при Линкольне. Сын же Уильяма II, Генри, был сторонником короля Генриха III, участвуя в его военных компаниях. Он женился на Аде Хантингдонской, дочери шотландского принца Давида, графа Хантингдона, брата короля Шотландии Вильгельма I Льва. Ада была одной из наследниц своего бездетного брата Джона, графа Хантингдона и Честера, благодаря чему владения Генри значительно увеличились: король передал ему и его жене «в аренду» поместья, составлявшие треть стоимости графства Честер. Матвей Парижский называет Генри «выдающимся рыцарем и богатым бароном». Его владения располагались в 11 графствах, их ядро находилось в Северном и Западном Мидлендсе.

## Биография
Генрих предположительно родился в 1235 году. Место его рождения не называется, хотя «The Complete Peerage» указывает, что он родился в Эшилле в Норфолке.
В 1250 году умер его отец. Генри, которому в это время было около 15 лет, унаследовал родовые поместья, которые приносили доход около 600 фунтов в год. В начале 1251 года король Генрих III установил над поместьями несовершеннолетнего наследника опеку, разделив её не менее чем на 8 человек. Основными опекунами были единокровные братья короля — Ги и Джеффри де Лузиньян, а также Ги де Рошфор. Право устраивать брак Генри и его сестёр было предоставлено Ги де Лузиньяну, однако примерно через год он продал его своему соседу Уильяму III де Кантелупу. Сам же Генри находился под опекой королевы, получая в год 10 фунтов. Между 1252 и 1261 годами его женили на Джоан де Кантелуп, дочери Уильяма и сестре Джорджа де Кантелупа, барона Абергавенни. От этого брака родилось двое сыновей и 3 дочери.
В 1255 году Генри сопровождал короля в Шотландию, при этом потеряв лошадь. 10 мая 1256 года он был объявлен совершеннолетним и принёс Генриху III оммаж за свои владения. В августе 1260 года Гастингс был впервые вызван королём на военную службу, однако уже в 1261 году оказался среди сторонников Симона де Монфора, графа Лестера, восставших против Генриха III.
Могло быть несколько причин, по которым Генри подержал графа Лестера: или дело было в их общих интересах в Западном Мидлендсе, или сыграли свою роль тесные связи с семействами Кантелупамов и Сегрейвов. Кроме того, Гастингсы могли считать себя ущемлённым из-за того, что король не позволил получить полную долю наследства графов Честер. Известно, что Генри возмущался Лузиньянами — единоутробными братьями Генриха III, поскольку они ограбили находившиеся под их опекой поместья, а также потребовали от него 200 фунтов за передачу ему владений после окончания периода несовершеннолетия. Так же, находясь под опекой королевы, Гастинс подружился с некоторыми другими знатными юношами своего возраста, особенно с Джеффри де Люси, позже ставшим его душеприказчиком, который также натерпелся от грубого отношения к нему Лузиньянов. Эта группа, в которую кроме Гастингса и Люси входили Уильям де Муншенси и Николас Сегрейв, играла заметную роль в конфликте. Зимой 1261 года они составили ядро сопротивления, отвергнувшего Оксфордские провизии королю. Генрих III потребовал от них прислать личные печати для прикрепления их к Кинстонгскому договору, если они желают получить помилование. Однако, судя по всему, они остались непримиримыми противниками короля, поскольку по сообщению хрониста Томаса Уайкса именно Гастингс и его друзья на заседании парламента в мае 1263 года поддержали Симона де Монфора в его жалобе на несоблюдение королём Оксфордских провизий. Вскоре после этого Генрих III попытался призвать их для участия в военном походе против валлийцев, обещая посвятить в рыцари, однако они на призыв не откликнулись.
В том же 1263 году конфликт с королём перерос в войну, в которой Гастинс оказался на стороне баронской оппозиции и стал одним из дворян, которые были отлучены архиепископом Кентерберийским Бонифацием от церкви. 13 декабря того же года Генри в числе других баронов подписал документ, в котором они соглашались подчиниться решению, которое по итогу третейского суда вынесет король Франции Людовик IX, однако его решение, известное как Амьенская миза, в котором он встал на сторону английского короля, вызвало новый виток конфликта.
В апреле 1264 года Гастингс вместе Гилбертом де Клером был в Кенте, где участвовал в осаде Рочестера. Также он 14 мая в составе армии Монфора участвовал в победной для них битве при Льюисе. Перед этим Гастингс был посвящён в рыцари. Согласно одним источникам это произошло утром перед битвой, по другим это произошло ещё в Лондоне 4 мая. В битве он был одним из командиров лондонцев, размещённых на левом фланге армии Монфора. После победы Монфор стал фактическим правителем Англии. Он назначил Гастингса констеблем замков Скарборо, Киртлинг (Кембриджшир) и Уинчестер. В июне он был одним из судей, которые помогали Симону де Монфору Младшему в его вендетте против Уильяма де Браоза, присудив тому штраф в 10 тысяч марок. 14 декабря Генри получил от Симона де Монфора в качестве барона Гастингса вызов в созываемый им парламент, собравшийся 20 января 1265 года в Вестминстере. А в феврале 1265 года он был должен принять участие в рыцарском турнире в Данстебле, который был отменён.
4 августа 1265 года Гастингс в составе армии Монфора принял участие в битве при Ившеме, закончившейся гибелью графа Лестера и победой королевской армии. Генри был в ней ранен и взят в плен Томасом де Клером, а из его четырёх рыцарей половина была убита. Его владения были конфискованы. В январе или феврале 1266 года Генрих III пожаловал 100 фунтов дохода от этих маноров своей жене, а остальные разделил между 8 своими сторонниками.
Не ранее 1266 года Гастинс получил свободу, после в мае присоединился в Честерфилде к восставшему Роберту де Феррерсу, графу Дерби. Он избежал пленения вместе с графом только потому, что в этот момент отправился на охоту, после чего отправился в Кенилворт, который они вместе с Джоном де ла Варом, старым вассалом покойного графа Лестера, удерживали с июня по декабрь 1266 года, разоряя окрестные земли. После почетной сдачи 20 декабря Гастингсу, как лидеру кенилвортского гарнизона, который отрубил королевскому посланнику руку, согласно Кенилвортскому приговору за возвращение владений был назначен штраф в размере дохода от них за 7 лет.
Получив свободу, Гастингс вскоре нарушил обещание не браться за оружие и присоединился к изгнанникам на острове Или, став их лидером. Однако в июне 1267 года он был вынужден подчиниться королю и признать Кенилвортский приговор. Судя по всему, он без особого труда выплатил штраф, тем более что ему, судя по всему, была снижена сумма штрафа, составившая доход за 5 лет, а не за 7.

## Наследство
Генри умер не позже 5 марта 1269 года, возможно, от последствия ранений, полученных во время войны. Он был похоронен в часовне миноритов в Ковентри. Его жена, которая получила в качестве вдовьей доли доход в 230 фунтов в год, умерла около июля 1271 года и была похоронена вместе с мужем.
Наследник Генри, Джон, в это время был мал, поэтому его поместья вновь оказались ценным королевским патронатом. Опеку над Джоном король передал своему брату, Ричарду Корнуольскому, и его сыну Эдмунду. Уже в 1269 году тот был помолвлен с одной из дочерей Уильяма де Валенса, единоутробного брата Генриха III. В 1275 году папа римский утверждал, что этот брак был устроен для урегулирования вражды между Гастингсами и Лузиньянами.
Баронский титул Гастингса признан королём не был. Только в 1295 году Джон Гастингс был вызван в английский парламент Эдуардом I, поэтому он считается первым бароном Гастингсом. Кроме того, через мать Генри Гастингса, Аду Хантингдонскую, Джон был родственником шотландской королевской династии, после угасания которой он в 1291 году безуспешно выдвигал претензии на шотландский престол. Второй сын Генри, Эдмунд де Гастингс, пользовался доверием короля Эдуарда I, благодаря чему женился на богатой наследнице, получив часть шотландского графства Ментейт, а в 1299 году он был вызван в английский парламент как барон Гастингс из Инчмахома.
Хронист Томас Уайкс, который был роялистом, указывал, что Генри Гастингс обладал непомерной гордостью и жестокостью, называя его «malefactorum maleficus gubernator».

## Брак и дети
Жена: Джоан де Кантелуп (ум. около июля 1271), дочь Уильяма III де Кантелупа и Эвы де Браоз. Дети:
- Джон де Гастингс (6 мая 1262 — 10 февраля 1313), 1/2-й барон Гастингс с 1295, лорд Абергравенни с 1273[3].
- Эдмунд де Гастингс (ум. 24 июля 1326), барон Гастингс из Инчмахома с 1299[3].
- Одра (Альда) де Гастингс; 1-й муж: с 1285 Рис ап Маредуд (ум. 1292); 2-й муж: сэр Роберт де Шампань[3].
- Лора де Гастингс (ум. до 2 июля 1339); муж: до июля 1297 Томас де Латтимер (ум. до 2 февраля 1333/1334), 1-й барон Латтимер из Брейбрука[3].
- Джоанна де Гастингс, монахиня, приоресса в Ноттингеме[3].